# Hovawart

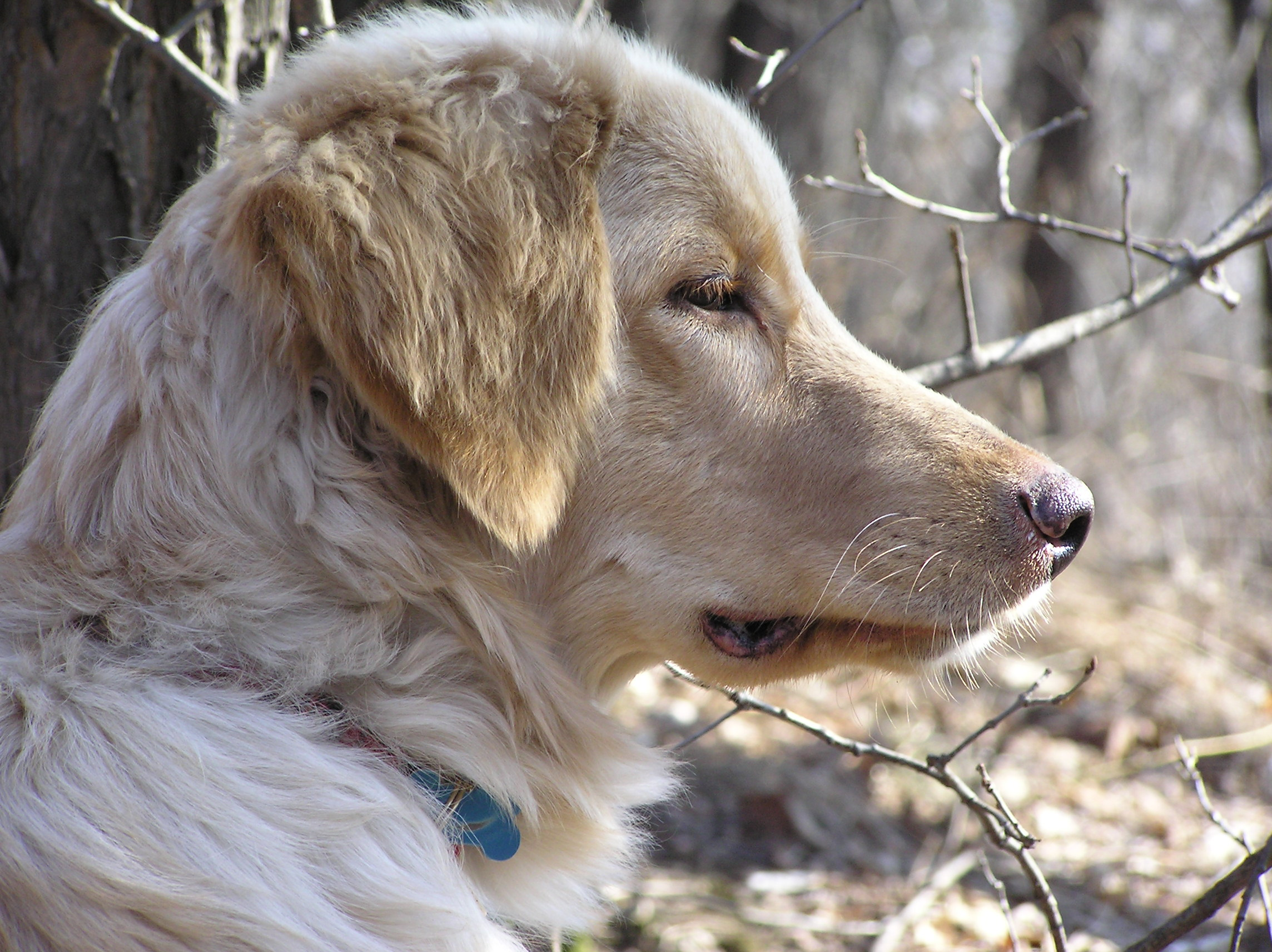
Głowa półrocznego hovawarta o umaszczeniu określanym we wzorcu FCI jako blond

Hovawart – rasa psa zaliczana do grupy molosów, wyhodowana w średniowiecznych Niemczech jako pies obronny, zrekonstruowana w XX wieku. Typ wilkowaty.

## Rys historyczny
W literaturze niemieckiej, pochodzącej z okresu średniowiecza są spotykane częste wzmianki o psie figurującym pod nazwą „hovewart” lub „Hofwarth” (np. w średniowiecznym kodeksie praw nazwanym „Zwierciadło saskie” z 1220 roku). Przedstawiany tam był jako wierny stróż należący do drobnej szlachty i ludzi pochodzenia chłopskiego. Obecnego hovawarta nie można uznać za bezpośredniego potomka psów germańskich, jednak na pewno ma wiele wspólnego z licznie występującymi w dawnej środkowej Europie psami podwórzowymi średniej wielkości. Na początku XX wieku podjęto w Niemczech próby odtworzenia tej rasy. Jednym z pierwszych hodowców był Kurt König, twórca kontrowersyjnej teorii o jednorodnym i różnorodnym pochodzeniu zwierząt domowych. Kojarzył głównie psy wiejskie z Harzu, Odenwaldu, a także z nowofundlandami (w dawnym lekkim typie) i pasterskimi psami perskimi.

## Klasyfikacja FCI
W klasyfikacji FCI rasa ta została zaliczona do grupy II – Pinczery, sznaucery, molosy i szwajcarskie psy do bydła, sekcja 2.2 – Molosy typu górskiego. Hovawarta obowiązują próby pracy.

## Zachowanie i charakter
Hovawarty w usposobieniu są wesołe, skore do wspólnych zabaw z członkami rodziny.
Mają dość silne poczucie dominacji, stąd wymagają kontaktu z ludźmi o stabilnej osobowości i konsekwentnym, zdecydowanym podejściu. Sprawiają jednak trudności w układaniu. Odzwyczaić od czegoś psa tej rasy jest niełatwe. Hovawarty są bowiem dosyć sprytne i znajdują zwykle wyjście z sytuacji, które są mu pokazywane w czasie treningu. Uczenie hovawarta reguły przynoszenia patyka i oddawania go bywa w przypadku pewnych osobników trudne, gdyż pies może uznać coś rzuconego mu za jego własność. Zwierzęta te są wierne i oddane opiekunowi.

## Użytkowość
Współcześnie jest psem wielostronnie wykorzystywanym, także w służbie policyjnej i ratunkowej.

## Zdrowie i pielęgnacja
Szata w utrzymaniu nie jest kłopotliwa. Z racji żywego usposobienia tego psa należy zapewnić mu sporo ruchu i zajęcia na wolnym powietrzu.

## Umaszczenia
Hovawarty występują w trzech odmianach kolorystycznych: blond, czarny podpalany i czarny.

## Popularność
Zainteresowanie tą rasą w Polsce wzrasta.